# Gle Kabong
Gle Kabong är ett berg i Indonesien.   Det ligger i provinsen Aceh, i den västra delen av landet, 1 800 km nordväst om huvudstaden Jakarta. Toppen på Gle Kabong är 482 meter över havet.
Terrängen runt Gle Kabong är kuperad. Runt Gle Kabong är det mycket glesbefolkat, med 7 invånare per kvadratkilometer. I omgivningarna runt Gle Kabong växer i huvudsak städsegrön lövskog.